# Funktionsjusterade levnadsår
Funktionsjusterade levnadsår (eng. disability-adjusted life years, DALY) är ett mått utvecklat av WHO. Hänsyn tas både till för tidig död (YLL) och funktionsnedsättning (YLD). Måttet används för att beräkna sjukdomsbördan på populationsnivå. 
De sjukdomar som orsakade störst antal DALYs i världen 1999 var nedre luftvägsinfektion (nästan 4 miljoner avlidna) och totalt 96,7 miljoner funktionsjusterade levnadsår. Att depression hamnar så högt som på femte plats över DALYs, trots att det sker så få dödsfall på grund av depression, beror på att hänsyn tas både till för tidig död och funktionsnedsättning. 

Justerade levnadsår

DALYs i världen 1999
| Sjukdom                                | Dödsfall (i miljoner) | DALYs (i miljoner) |
| Nedre luftvägsinfektion                | 4,0                   | 96,7               |
| HIV                                    | 2,7                   | 89,8               |
| Komplikationer under perinatalperioden | 2,4                   | 89,5               |
| Diarrésjukdomar                        | 2,2                   | 72,1               |
| Egentlig depression                    | 0,001                 | 59,0               |